# Presidentschap van Bosnië en Herzegovina
Het Presidentschap van  Bosnië en Herzegovina (Predsjedništvo Bosne i Hercegovine/Предсједништво Босне и Херцеговине) is het staatshoofd van Bosnië en Herzegovina.

## Achtergrond
Tussen 1 maart 1992 en 5 oktober 1996 bestond het presidentschap van Bosnië en Herzegovina uit een groep van zeven leden: de Bosniakken, Kroaten en Serviërs werden ieder vertegenwoordigd door twee leden en het zevende lid vertegenwoordigde de Joegoslaven.
Sinds 5 oktober 1996 wordt het presidentschap, conform Artikel V van de Bosnische grondwet, gevormd door drie leden: een Bosniak en een Kroaat (verkozen uit de Federatie) en een Serviër (verkozen uit de Servische Republiek). Gezamenlijk dienen zij een termijn van vier jaar. Het voorzitterschap van het presidentschap rouleert elke acht maanden tussen de drie leden. Zie Lijst van staatshoofden van Bosnië en Herzegovina voor een overzicht.
Sinds 16 november 2022 bestaat het drie-presidentschap van Bosnië en Herzegovina uit de volgende leden:
- Denis Bećirović
- Željka Cvijanović
- Željko Komšić

## Lijst van leden van het presidentschap (1992-heden)

### Bosniakken
1. Fikret Abdić (1 maart 1992 – 20 oktober 1993)
2. Alija Izetbegović (1 maart 1992 – 14 oktober 2000)
3. Nijaz Duraković (20 oktober 1993 – 5 oktober 1996)
4. Halid Genjac (14 oktober 2000 – 30 maart 2001)
5. Beriz Belkić (30 maart 2001 – 28 oktober 2002)
6. Sulejman Tihić (28 oktober 2002 – 6 november 2006)
7. Haris Silajdžić (6 november 2006 – 10 november 2010)
8. Bakir Izetbegović (10 november 2010 – 20 november 2018)
9. Šefik Džaferović (20 november 2018 – 16 november 2022)
10. Denis Bećirović (16 november 2022 – heden)

### Kroaten
1. Stjepan Kljujić (1 maart 1992 – 9 november 1992)
2. Franjo Boras (1 maart 1992 – 20 oktober 1993)
3. Miro Lasić (24 december 1992 – 20 oktober 1993)
4. Stjepan Kljujić (20 oktober 1993 – 5 oktober 1996) (2e termijn)
5. Ivo Komšić (20 oktober 1993 – 5 oktober 1996)
6. Krešimir Zubak (5 oktober 1996 – 13 oktober 1998)
7. Ante Jelavić (13 oktober 1998 – 7 maart 2001)
8. Jozo Križanović (28 maart 2001 – 28 oktober 2002)
9. Dragan Čović (28 oktober 2002 – 29 maart 2005)
10. Ivo Miro Jović (9 mei 2005 – 6 november 2006)
11. Željko Komšić (6 november 2006 – 17 november 2014)
12. Dragan Čović (17 november 2014 – 20 november 2018) (2e termijn)
13. Željko Komšić (20 november 2018 – heden) (2e termijn)

### Serviërs
1. Biljana Plavšić (1 maart 1992 – 9 april 1992)
2. Nikola Koljević (1 maart 1992 – 9 april 1992)
3. Nenad Kecmanović (17 juni 1992 – 6 juli 1992)
4. Mirko Pejanović (17 juni 1992 – 5 oktober 1996)
5. Tatjana Ljujić-Mijatović (24 december 1992 – 5 oktober 1996)
6. Momčilo Krajišnik (5 oktober 1996 – 13 oktober 1998)
7. Živko Radišić (13 oktober 1998 – 28 oktober 2002)
8. Mirko Šarović (28 oktober 2002 – 2 april 2003)
9. Borislav Paravac (10 april 2003 – 6 november 2006)
10. Nebojša Radmanović (6 november 2006 – 17 november 2014)
11. Mladen Ivanić (17 november 2014 – 20 november 2018)
12. Milorad Dodik (20 november 2018 – 16 november 2022)
13. Željka Cvijanović (16 november 2022 – heden)

### Joegoslaven
1. Ejup Ganić (1 maart 1992 – 5 oktober 1996)